# لیلی تقی‌پور
لیلی تقی‌پور (زادهٔ ۸ تیرماه ۱۲۹۹ در مشهد – درگذشتهٔ ۴ آذر ۱۳۸۰ در تهران) نقاش و نخستین زن تصویرگر کتاب کودک در ایران بود.

## زندگی‌نامه
لیلی تقی پور از کودکی فعالیت خود را شروع کرد. خاله اش نقاش بود و مادر لهستانی اش به نقاشی روی پارچه می‌پرداخت او نخستین فارغ‌التحصیل زن از دانشکده هنرهای زیبا در سال ۱۳۲۰ است. وی نخستین زنی است که به عنوان تصویرگر کتاب کودک در ایران فعالیت داشته‌است. تقی پور فعالیت خود را نزد حسین مؤید پردازی از شاگردان کمال الملک آغاز کرد. وی مدرک لیسانس خود را در سال ۱۳۲۵ از دانشگاه تهران گرفت. سرانجام توسط استاد خود محسن مقدم برای تصویرگری مجله پیام نو انتخاب شد. اولین فعالیت‌های تقی پور تصویرگری برای یکی از شعرهای نیما یوشیج بود. سپس کتاب داستان‌های ملل را مصور کرد و پس از آن داستان‌های کهن و حاجی ملازلفعلی از آثار صبحی را تصویرگری کرد. این داستان‌ها نخستین تصویرگری‌ها برای کتاب کودکان بود.
لیلی تقی پور از سال ۱۳۲۸ به آموزش طراحی و خیاطی در هنرستان بانوان پرداخت. وی هشت کتاب از گردآورده‌های انجوی در گسترهٔ فرهنگ مردم را تصویر سازی کرد
پس از ان سالها به تصویرسازی برای کتاب‌های درسی در دههٔ سی پرداخت. او علاوه بر معلمی به تهیه نقوش در موزه علوم طبیعی، موزه ایران باستان و هنرستان بانوان می‌پرداخت.
لیلی تقی پور از پیشگامان نقاشی رنگ و روغن در ایران بود. در سال ۱۳۷۰ وزارت فرهنگ و ارشاد اسلامی به وی درجه دکترای هنر داد. تقی پور در ترسیم نقوش سفالینه و سکه‌ها و الواح و متون باستانی نیز فعالیت داشت. آثار او فارغ از پیچیدگی و بسیار قابل فهم بود. تصویرگری‌های او دارای رنگی شادو پر کنتراست بود. وی همیشه از رنگ‌های غیرطبیعی و یک دست برای آثار خود استفاده می‌کرد و زیبایی خاصی به آنان می‌بخشید.
اکثر آثار او به شهرداری تهران و کاخ گلستان واگذار شده‌است. برخی دیگر از آثار او عبارت است از: الفبا، بادکنک، خواندنی‌ها و سرگرمیها، عروسان کوه، عروسک سنگ صبور، قصه‌های ایرانی و ….
سرانجام لیلی تقی‌پور در سال ۱۳۸۰ در اثر سکته قلبی، در تهران درگذشت.